# (500406) 2012 TB109
(500406) 2012 TB109 es un asteroide perteneciente al cinturón de asteroides, descubierto el 10 de octubre de 2012 por el equipo del Mount Lemmon Survey desde el Observatorio del Monte Lemmon, Arizona, Estados Unidos.

## Designación y nombre
Designado provisionalmente como 2012 TB109.

## Características orbitales
2012 TB109 está situado a una distancia media del Sol de 3,091 ua, pudiendo alejarse hasta 3,382 ua y acercarse hasta 2,800 ua. Su excentricidad es 0,094 y la inclinación orbital 8,584 grados. Emplea 1985,35 días en completar una órbita alrededor del Sol.

## Características físicas
La magnitud absoluta de 2012 TB109 es 16,4.